# Camilla Semino Favro
Camilla Semino Favro (Torre del Greco, 16 agosto 1986) è un'attrice italiana.

## Biografia
Nata nel 1986 a Torre del Greco ma trascorre la sua adolescenza a Genova. Dopo aver conseguito la maturità classica al Liceo Andrea D'Oria si trasferisce a Milano per frequentare la scuola di recitazione del Piccolo Teatro diretta da Luca Ronconi. Nel 2008 ottiene il diploma.
Dopo l'esordio a teatro a 22 anni, si cimenta sui palcoscenici di Roma, Torino e Milano in numerose rappresentazioni tratte dalle opere di Carlo Goldoni, di Federico García Lorca, di William Shakespeare, di Henrik Ibsen, di Mark Ravenhill, di Simon Stephens e di Penelope Skinner. Lavora sotto la regia di Elio De Capitani, Ferdinando Bruni, Gabriele Lavia, Serena Sinigaglia, Mimmo Sorrentino, Massimo De Francovich, Emiliano Bronzino.
Nel 2009 debutta sugli schermi televisivi di Rai 1 interpretando la fiction Fuoriclasse per la regia di Riccardo Donna, accanto a Luciana Littizzetto e Neri Marcorè. Continua la sua esperienza sul piccolo schermo lavorando sul set di Benvenuti a tavola - Nord vs Sud, con Giorgio Tirabassi e Fabrizio Bentivoglio, e di Ris Roma 3, diretti entrambi da Francesco Miccichè. Nel 2009 è anche co-protagonista, assieme ad Andrea Coppone, Nino Carillo ed Elisabetta Scarano, del corto documentario introduttivo Viaggio nel tempo - Ritorno a Leonardo dell'esposizione del quadro di San Giovanni Battista di Leonardo da Vinci a Palazzo Marino di Milano.
Nel 2012 recita accanto a Vittoria Puccini in una miniserie TV Altri tempi nelle vesti di Edda, ragazza di una casa di tolleranza negli anni cinquanta. Al 2013 risale il videoclip di En e Xanax, singolo del cantautore riminese Samuele Bersani. Nel video, Camilla recita accanto all'attore Alessandro Sperduti. Successivamente gira altre serie TV, come Le mani dentro la città e Una grande famiglia - 20 anni prima. Nel 2013 è di nuovo sul set de L'assalto, accanto a Diego Abatantuono. Nel 2015 entra a far parte del cast di Non uccidere in onda su Rai 3, serie TV molto apprezzata dalla critica.
Il suo esordio al cinema arriva nel 2012 con il film Diaz - Don't Clean Up This Blood di Daniele Vicari nei panni di un avvocato di nome Franci. Nel 2014 prende parte al film di Nanni Moretti Mia madre ricoprendo in un flash back il ruolo della protagonista da giovane, ruolo interpretato da Margherita Buy nel resto della pellicola. La sua esperienza cinematografica prosegue negli anni successivi con Amori che non sanno stare al mondo, Il Campione e Easy Living - La vita Facile. Nel 2017 entra a far parte del cast della serie TV 1993, ricoprendo il ruolo di Eva.
Nel 2022, accanto ai successi a teatro, è sul set di Vostro Onore, dove interpreta l'avvocatessa Ludovica Renda, accanto a Stefano Accorsi e partecipa, nel ruolo di Marta, a Sopravvissuti, una serie frutto di una co-produzione internazionale nata dalla collaborazione dei principali operatori televisivi europei tra cui Rai Fiction, ZDF, France Télévisions, Rodeo Drive. Nel 2023, nei panni di Rebecca Baldini, è nel cast di A casa tutti bene - La serie, con la regia di Gabriele Muccino. Nel 2024 è la co-protagonista in Com'è umano lui!, film TV che ripercorre i primi anni della carriera di Paolo Villaggio, interpretando Maura Albites, la moglie di Paolo. 

## Filmografia

### Cinema
- Diaz - Don't Clean Up This Blood, regia di Daniele Vicari (2012)
- Mia madre, regia di Nanni Moretti (2014)
- Amori che non sanno stare al mondo, regia di Francesca Comencini (2017)
- Il campione, regia di Leonardo D'Agostini (2019)
- Easy Living - La vita facile (Easy Living), regia di Orso Miyakawa e Peter Miyakawa (2019)
- L'ultima notte di Amore, regia di Andrea Di Stefano (2023)

### Televisione
- Don Matteo 7 – serie TV (2009)
- Fuoriclasse – serie TV (2011)
- Benvenuti a tavola - Nord vs Sud – serie TV (2012)
- R.I.S. Roma 3 - Delitti imperfetti – serie TV, 6 episodi (2011)
- Camera Café 5 - sitcom, episodio Andrea Poeta (2012)
- Altri tempi, regia di Marco Turco – miniserie TV (2013)
- 20 anni prima – serie TV (2013)
- L'assalto, regia di Ricky Tognazzi – film TV (2014)
- Le mani dentro la città – serie TV (2014)
- Non uccidere – serie TV, episodio 1x04 (2015)
- 1993, regia di Giuseppe Gagliardi – miniserie TV, 7 episodi (2017)
- È arrivata la felicità – serie TV (2018)
- Mentre ero via, regia di Michele Soavi – miniserie TV (2019)
- Masantonio - Sezione scomparsi, regia di Fabio Mollo ed Enrico Rosati – miniserie TV, episodio 1x01 (2021)
- Vostro onore, regia di Alessandro Casale – miniserie TV (2022)
- Sopravvissuti – serie TV (2022)
- Il nostro generale – serie TV (2023)
- A casa tutti bene - La serie – serie TV (2023)
- Com'è umano lui!, regia di Luca Manfredi – film TV (2024)

### Corti, documentari
- Viaggio nel tempo - Ritorno a Leonardo, regia di Giancarlo Giovalli e Antonio Farisi – ViSo - Virtual Solution (2009)

## Riconoscimenti
- 2009 – Premio Hystrio
- 2015 – Premio Mariangela Melato
- Premio Le Maschere del Teatro Italiano
  - 2019 – Migliore attrice emergente per When the Rain Stops Falling